# Lepidocybium flavobrunneum
Lepidocybium flavobrunneum ook wel escolar of botermakreel genoemd, is een straalvinnige vissensoort uit de familie van slangmakrelen (Gempylidae). De wetenschappelijke naam van de soort is voor het eerst geldig gepubliceerd in 1843 door Smith.
De vis kan 200 cm lang worden en 45 kg wegen, de gemiddelde lengte is 150 cm. De rugvin heeft 8-9 stekels en 16-18 vinstralen en de buikvin 1 tot 2 stekels en 12 tot 14 vinstralen.  

## Verspreiding en leefgebied
Deze vis leeft op de bodem van oceanen, in zowel de tropen als de gematigde klimaatzone, op een diepte tussen 100 en 1100 meter.

## Belang voor de mens
De vis is van ondergeschikt belang voor de (beroeps)visserij.
De vis bevat een sterk laxerende olie, gempylo-toxine een niet-verteerbare was-ester. Was-esters bestaan uit zeer lange koolstofketens (C32, C34, C36 en C38 vetzuren). Na het eten van escolar kan men een oranje olie in de ontlasting vinden van een mens.,

## Etikettering
Zowel in restaurants als op vismarkten kan de vis als tonijn worden gelabeld. In 2009 werd het DNA van tonijnmonsters van sushirestaurants in New York en Denver getest. Vijf van de negen restaurants die vis serveerden met het label “witte tonijn”, “witte tonijn (albacore)” of “super witte tonijn” serveerden in werkelijkheid escolar.
 

Van 2010 tot 2013 testte Oceana, een organisatie die zich inzet voor het behoud van de oceaan, meer dan 114 tonijnmonsters. Hun bevinding was dat 84% van de witte tonijnmonsters eigenlijk escolar was.